# Sarcospan
Il sarcospan (SSPN) è una proteina integrale che fa parte del complesso glicoproteico della distrofina.

## Storia
È stata l'ultima proteina identificata del complesso glicoproteico della distrofina. L'identificazione è avvenuta mediante digestione in gel e sequenziamento di due peptidi con conseguente isolamento del corrispondente cDNA, precedentemente identificato in parte come gene associato al gene Kristen ras (KRAG), un gene coamplificato con Ki-ras nella linea cellulare di carcinoma surrenalico murino Y1. Il gene è stato poi rinominato sarcospan per la sua struttura prevista dall'analisi di idropatia. Sebbene sia espressa in molti tessuti non muscolari, la sua caratterizzazione biochimica è stata effettuata nel muscolo scheletrico dove è più abbondante.

## Descrizione
Nell'uomo, il gene che lo codifica è localizzato sul cromosoma 12, nella banda 12p12.1, mentre nel topo è localizzato sul cromosoma 6. Viene espressa prevalentemente nel complesso proteico associato alla distrofina (DGC) delle cellule muscolari, in particolare a livello della giunzione neuromuscolare e del sarcolemma. Nel topo invece è espressa nell'ovocita fertilizzato, nell'ovocita secondario e nella pelle.
La molecola ha un peso di 25 kDa, risulta avere una forte affinità per la 3-trifluorometil-3-(m-125I] iodofenil) diazirina (TID) e si colora solo debolmente se sottoposta alla colorazione con il blu di Coomasse. È stato previsto che l'SSPN possieda quattro domini transmembrana con un piccolo loop extracellulare tra i domini 1 e 2, un ampio loop intracellulare tra i domini 3 e 4, nonché i domini terminali N- e C- sul lato intracellulare.
Sebbene diverse famiglie di proteine contengano quattro domini transmembrana, l'analisi del dendrogramma suggerisce che la proteina sia correlata alle tetraspanine anche se non ne conserva appieno tutte le caratteristiche. Come altre tetraspanine, il loop extracellulare contiene residui di cisteina che sono importanti per la struttura terziaria, sebbene la proteina manchi dei pattern distintivi Cys-Cys-Gly all'interno del loop e dei siti per la glicosilazione collegata al dominio terminale N e la palmitoilazione caratteristiche delle tetraspanine.
Analogamente alle tetraspanine, SSPN forma oligomeri omologhi di ordine superiore attraverso associazioni laterali nel sarcolemma del muscolo scheletrico. La ricostituzione dell'oligomerizzazione dell'SSPN rivela la presenza di pentameri, mentre lo studio della mutagenesi sito-diretta suggerisce che la formazione degli oligomeri avvenga attraverso un complesso insieme di interazioni proteiche. La sostituzione dell'alanina ai residui di cisteina rivela che i ponti tiolici intramolecolari tra Cys 162 e Cys 164 all'interno del loop extracellulare sono determinanti critici della struttura molecolare.

## Funzione
Svolge un ruolo centrale nella salute e nella funzione dei muscoli attraverso l'interazione con le altre molecole del complesso glicoproteico (distrofina, sintrofine e distroglicani) che unisce il citoscheletro e la matrice extracellulare. È un importante regolatore dell'adesione, della forza e della rigenerazione delle cellule muscolari. Studi clinici sui ratti hanno dimostrato che sarcopan migliora l'espressione sulla superficie cellulare dei complessi glicoproteici della distrofina e dell'urotrofina, così come quelli dell'integrina α7β1 che rappresentano i principali complessi di legame alla laminina nel muscolo.
I sarcoglicani si legano all'SSPN formando il complesso SG-SSPN, che interagisce con i distroglicani e l'utrofina, portando alla formazione dell'UGC. L'SSPN regola la quantità di utrofina prodotta dall'UGC per ripristinare il legame con la laminina, necessario in assenza di distrofina. Se SSPN non riesce a ripristinare il legame con la laminina, si verifica una contrazione anomala della membrana.
Studi hanno dimostrato che il sarcospan può regolare l'attività di alcune molecole di segnalazione, come la chinasi di adesione focale (FAK), coinvolta nell'adesione e nella migrazione cellulare. Il sarcospan è stato implicato nella regolazione delle cellule staminali muscolari, note come cellule satelliti, che sono responsabili della rigenerazione muscolare dopo un infortunio o una lesione. Inoltre, il sarcospan è in grado di modulare l'attivazione e la migrazione delle cellule satelliti, suggerendo un possibile ruolo nei processi di riparazione e rigenerazione muscolare.

## Mutazioni
Le mutazioni nel gene che codifica il sarcospan sono state implicate nello sviluppo della distrofia muscolare, un gruppo di disturbi genetici caratterizzati da debolezza muscolare progressiva e degenerazione. La distrofia muscolare è causata da mutazioni in diversi geni coinvolti nella struttura e nella funzione del muscolo, tra cui la distrofina, un componente chiave del complesso glicoproteico della distrofina (DGC) che interagisce con il sarcospan.

## Applicazioni
L'urotrofina e l'integrina α7β1 compensano la perdita di distrofina e la scoperta che sarcospan ne aumenta l'abbondanza nel sarcolemma extra-sinaptico ne supporta l'uso come bersaglio terapeutico.